# بيتر أو. هانسن
بيتر أو. هانسن (بالإنجليزية: Peter O. Hansen)‏ هو مترجم دنماركي وأمريكي، ولد في 11 يونيو 1818 في كوبنهاغن في الدنمارك، وتوفي في 9 أغسطس 1895 في مانتي في الولايات المتحدة.